# Populaires unis
Le mouvement des Populaires unis est un petit parti politique démocrate-chrétien italien, essentiellement actif en Basilicate, issu d'une scission, en février 2008, des Populaires-UDEUR favorables au maintien de l'alliance avec le centre gauche et le Parti démocrate.
Le mouvement compte un élu au conseil régional de Basilicate à l'issue des élections régionales de 2010 (5,93 % des voix) ainsi que la présidence de la province de Matera. Ses principaux dirigeants sont Antonio Potenza, Gaetano Fierro, Luigi Scaglione et Carmine Negro.
Lors des élections générales italiennes de 2013, il n'obtient que 2 992 voix (0,00 %) à la Chambre.